# Гарт (сплав)
Гарт (от нем. hart — твёрдый; от нем. art — род или erz — руда), гартовые сплавы — устаревшее название типографских сплавов.
Типографские сплавы — сплавы цветных металлов, применяемые в полиграфическом производстве. Отличаются низкой температурой плавления и хорошими литейными свойствами.
Термины «гарт» и «гартблей» используются как синонимы понятия «типографский сплав», но имеют и другие значения. 
Гарт (в типографском деле) — сбитый, изношенный, негодный, попорченный шрифт, предназначенный для переплавки в словолитне.
Гартблей (от нем. härtblei — буквально «твёрдый свинец»; англ. hard lead — «твёрдый свинец» или antimonial lead — «сурьмянистый свинец») — свинец, потерявший свойственную ему мягкость от примеси сурьмы, меди и других металлов, не выделенных вполне при получении его из руды. Побочный продукт плавки свинцовых руд. Применяется для изготовления подшипниковых и типографских сплавов, для отливки пуль и дроби.

## Применение
Типографские сплавы применяют в полиграфическом производстве для следующих целей:
- отливка машинного набора на наборно-отливных машинах[3][4][10];
- отливка стереотипов (стереотипных печатных форм) (литер, строк и т. п.)[3][4][10];
- отливка типографских шрифтов ручного набора (различных кеглей)[3][4][10];
- отливка типографских линеек[3][4];
- отливка пробельного материала (нем. blindmaterial)[3][4] (шпона и др.).

## Состав
Наибольшее распространение получили тройные сплавы свинца с сурьмой и оловом. Характеристики таких сплавов следующие:
- низкая температура плавления: 242‑375 °C[4] или 240‑350 °C[3][8];
- хорошие литейные свойства (усадка около 0,7 %)[3];
- структура отливки мелкозернистая[3].

Соотношение компонентов сплавов изменяется в зависимости от его назначения.
| Назначение                                                | Pb, %      | Sb, %     | Sn, %      | Bi, %      | Cu, %      | As, %      | Твёрдость по Бринеллю, кг/м² |
| --------------------------------------------------------- | ---------- | --------- | ---------- | ---------- | ---------- | ---------- | ---------------------------- |
| Производство шрифтов                                      | 74-76      | 20-23     | 2-4        | нет данных | 1          | нет данных | 23-25                        |
| Производство машинного набора                             | 76-84      | 11,5-16,5 | 2-7        | нет данных | нет данных | нет данных | нет данных                   |
| Производство мелкого пробельного материала, линеек и шпон | нет данных | 21        | 3          | нет данных | нет данных | нет данных | нет данных                   |
| Производство линотипов                                    | нет данных | 11,5      | 2-4,5      | нет данных | нет данных | нет данных | нет данных                   |
| Производство линотипов                                    | нет данных | 12        | нет данных | нет данных | нет данных | 3          | нет данных                   |
| Производство монотипов                                    | нет данных | 15-16,5   | 5-7        | нет данных | нет данных | нет данных | нет данных                   |
| Производство монотипов                                    | нет данных | 9         | нет данных | нет данных | нет данных | 3          | нет данных                   |
| Производство стереотипов                                  | 77-81      | 14-16     | 5-7        | нет данных | нет данных | нет данных | нет данных                   |
| Производство стереотипов                                  | 77         | 15        | нет данных | 8          | нет данных | нет данных | нет данных                   |
| Производство стереотипов                                  | 9          | 2         | нет данных | 1          | нет данных | нет данных | нет данных                   |
| По данным                                                 | 75-85      | 8-23      | 2-7        | нет данных | нет данных | нет данных | нет данных                   |
| Обыкновенный гарт                                         | 9          | 1         | нет данных | нет данных | нет данных | нет данных | нет данных                   |
| Производство крупного шрифта. Мягкий сплав                | 6 или 7    | 1         | нет данных | нет данных | нет данных | нет данных | нет данных                   |
| Производство среднего шрифта. Мягкий сплав                | 5          | 1         | нет данных | нет данных | нет данных | нет данных | нет данных                   |
| Производство мелкого шрифта. Мягкий сплав                 | 4          | 1         | нет данных | нет данных | нет данных | нет данных | нет данных                   |
| Производство самого мелкого шрифта                        | 3          | 1         | нет данных | нет данных | нет данных | нет данных | нет данных                   |

Сурьма уменьшает усадку и повышает твёрдость сплава. Олово улучшает литейные свойства сплава, повышает температуру плавления и устраняет чрезмерную хрупкость сплава.
Содержание примесей (цинка и алюминия) не должно превышать 0,01 %.
Ввиду вредности свинца для здоровья работающих начали применять типографские сплавы на цинковой основе. Характеристики таких сплавов следующие:
- твёрдость по Бринеллю: до 120 кг/см² (значительно более высокие механические свойства, чем у свинцовых типографских сплавов);
- температура плавления: 340‑380 °C.

| Zn, % | Al, % | Cu, % | Mg, % |
| ----- | ----- | ----- | ----- |
| 89-96 | 4-7   | 0-4   | 0-2   |

Гарт расширяется в момент отвердевания, и потому он хорошо заполняет литейную форму. При соприкосновении с металлической формой он заметно закаливается от быстрого охлаждения, наподобие чугуна (по опытам F. de Jussieu).
Проведены опытные работы по замене типографских сплавов на свинцовой основе пластмассой для отливки шрифтов и прессования стереотипов.

## Недостатки
Применение гартовых сплавов ограничивается следующими факторами:
- сравнительно низкая (не достаточная) твёрдость[3][4] шрифтов, набора и стереотипов, изготовленных из таких типографских сплавов, вызывает быстрый износ печатных форм (после 30‑80 тыс. оттисков форма становится негодной для дальнейшего высококачественного печатания) (разрушающее действие на литейное оборудование);
- вред для здоровья работающих (токсичность)[3][4];
- высокая цена отдельных компонентов[3][4].

Для устранения перечисленных недостатков предпринимались попытки применения в полиграфии типографских сплавов с другими компонентами, например:
- сплавов свинца с щелочными металлами (литий, натрий);
- сплавов свинца с щёлочно-земельными металлами (кальций).

Попытки эти успеха не имели ввиду появления нового недостатка:
- относительно высокая температура плавления таких сплавов обуславливает появление большого угара при переплавке из-за окисления щелочных и щёлочно-земельных металлов[4].

В некоторых случаях типографские сплавы заменяются пластмассами.

## Производство
Типографские сплавы (гарт) получают из гартблея (устаревшее название) — побочного продукта плавки свинцовых руд — сплава свинца с сурьмой.